# Jangada, Mato Grosso
Jangada este un oraș în Mato Grosso (MT), Brazilia.